# Józef Kupczak
Józef Kupczak (* 5. Mai 1917 in Koźmin (Zgorzelec); † 5. April 1999 in Krakau) war ein polnischer Radrennfahrer und nationaler Meister im Radsport.

## Sportliche Laufbahn
Kupczak war sechsmal polnischer Meister im Bahnradsport. Im Sprint wurde er 1938, 1946, 1948 und 1953 Meister. 1946 und 1952 war er Mitglied der Meistermannschaften in der Mannschaftsverfolgung.
In den Jahren 1938 und 1939 vertrat er Polen bei den UCI-Bahn-Weltmeisterschaften, schied jedoch bei beiden Starts in den Sprint-Qualifikationsrunden aus.

## Berufliches
Nach seiner aktiven Laufbahn wurde er Radsporttrainer in Kraków und war auch einige Jahre Trainer für die Nationalmannschaft der Bahnsprinter. Er trainierte u. a. Jan Magiera.

## Familiäres
Kupczak ist der Vater der Radrennfahrer Ryszard Kupczak und Jerzy Kupczak. 